# توني إنسور
توني إنسور (بالإنجليزية: Tony Ensor)‏ هو لاعب اتحاد الرغبي أيرلندي، ولد في 17 أغسطس 1949 في دبلن في جمهورية أيرلندا.

## وصلات خارجية
- توني إنسور عل موقع إسبنسكروم (الإنجليزية)